# Der Herr der Ringe: Die Ringe der Macht
Der Herr der Ringe: Die Ringe der Macht (Originaltitel: The Lord of the Rings: The Rings of Power) ist eine im Auftrag von Amazon Studios produzierte Fantasy-Realserie, die die Vorgeschichte von J. R. R. Tolkiens Der Herr der Ringe sowie Der Hobbit erzählt. Sie basiert hauptsächlich auf den Anhängen von Der Herr der Ringe, in denen die Geschehnisse im Zweiten Zeitalter der fiktiven Welt Mittelerde zusammengefasst werden. Showrunner sind Patrick McKay und J. D. Payne.
Amazon erwarb die Rechte an den Anhängen von Der Herr der Ringe im November 2017 für 250 Millionen US-Dollar. Teil des Deals war eine Vereinbarung über fünf Staffeln mit geschätzten Kosten von über einer Milliarde US-Dollar, womit es die bisher teuerste Serie werden soll. Die Dreharbeiten zur ersten Staffel begannen im Februar 2020 in Auckland, Neuseeland, und wurden im August 2021 beendet. Die acht Episoden dieser Staffel wurden vom 2. September 2022 bis zum 14. Oktober 2022 auf Prime Video veröffentlicht. Die zweite Staffel umfasst erneut acht Episoden und wurde vom 29. August 2024 bis zum 3. Oktober 2024 veröffentlicht. Im Februar 2025 wurde eine dritte Staffel der Serie bestellt.

## Handlung
Die Handlung der Serie spielt im Zweiten Zeitalter der fiktiven Welt Mittelerde. Viele der Figuren und einige Ereignisse sind den Anhängen von Der Herr der Ringe entnommen. Im Wesentlichen wurde der Handlungsablauf jedoch für die Serie neu entworfen und lässt auch Figuren einander begegnen, die nach den Anhängen zu verschiedenen Zeiten gelebt haben. Weitere Figuren der Serie sind in den Anhängen überhaupt nicht erwähnt.

### Staffel 1
Die Serie beginnt mit einem Rückblick auf das Erste Zeitalter, das mit dem Sieg gegen den dunklen Herrscher Morgoth endet. Die Elbenkriegerin Galadriel ist jedoch davon überzeugt, dass Morgoths rechte Hand – der dunkle Hexenmeister Sauron – und seine Orks weiterhin existieren, und bleibt jahrhundertelang auf der Suche nach ihm, bis der Elbenfürst Gil-galad den Krieg für beendet erklärt. Galadriel soll übers Meer in die Unsterblichen Lande von Valinor fahren, springt jedoch vom Schiff und wird vom Schiffbrüchigen Halbrand gerettet. Der Seefahrer Elendil nimmt beide auf und bringt sie ins menschliche Inselkönigreich Númenor. Aufgrund von Informationen Halbrands, den sie für den geflohenen König der Südlande hält, und Elendils vermutet Galadriel, dass Sauron zurückgekehrt ist und versucht, in den Südlanden ein eigenes Reich zu gründen. In Númenor hat man sich von den Elben, den einstigen Verbündeten, misstrauisch abgewandt. Nach einigen Meinungsverschiedenheiten mit Míriel, die an Stelle ihres entmachteten Vaters herrscht, und ihrem Kanzler Pharazôn segelt Galadriel schließlich dennoch mit Halbrand und den Númenorern, darunter Míriel, Elendil und dessen Sohn Isildur, nach Mittelerde, um die Südlande zu verteidigen.
Im Süden verschwinden unterdessen bereits Menschen, was vom Waldelben Arondir und der menschlichen Heilerin Bronwyn untersucht wird. Sie und die anderen Menschen des Dorfes Tirharad müssen im weiteren Verlauf vor Orks fliehen, die von dem mysteriösen Adar angeführt werden und sich der Südlande bemächtigen. Dabei suchen die lichtscheuen Orks nach einem Artefakt, das sich in den Händen von Bronwyns Sohn Theo befindet. Ein Teil der Gemeinschaft sagt sich von Bronwyn los und versucht, durch Loyalität zu Adar Sicherheit zu erlangen. Der anschließende Kampf gegen Adar kann mit Hilfe der ankommenden Númenorer und Galadriels gewonnen werden, unmittelbar danach bricht jedoch, ausgelöst durch das Artefakt, ein naher Vulkan aus. Isildur kommt scheinbar zu Tode, die Menschen müssen das Gebiet verlassen und Adar, ein gefallener Elb und einer der ersten Orks, bestimmt den Namen des neuen, im ewigen Schatten liegenden Reiches: Mordor. Ein Großteil der Númenorer kehrt in die Heimat zurück, die Südländer planen einen Neuanfang in einer alten Siedlung der Númenorer. Galadriel will ihre Aufgabe weiterhin verfolgen und reist mit Halbrand ins Elbenreich Lindon.
In Eregion möchte der berühmte Elbenschmied Celebrimbor die heißeste Schmiede aller Zeiten bauen und hofft auf Unterstützung der Zwerge von Khazad-dûm. Diese haben bei ihren Grabungen ein unbekanntes neues Erz entdeckt, welches von Elrond Mithril genannt wird. Es trägt gemäß einer alten Legende das Licht eines Silmarils in sich. Der Hohe König Gil-galad ist besorgt, weil die Elben in Mittelerde kurz vor dem Verfall stehen, und beauftragt Elrond, das Erz schnellstmöglich zu beschaffen, um den Fortbestand ihres Volkes in Mittelerde zu gewährleisten. Obwohl eine Mithrilader gefunden wird, befiehlt Zwergenkönig Durin III. entgegen dem Rat seines Sohnes, Prinz Durin, der ein Freund Elronds ist, die Stilllegung der Stollen. Zur Unkenntnis aller erwacht ein Balrog in den Untiefen des Berges.
Nahe dem Lager der Harfüße (nomadische Vorfahren der Hobbits) stürzt ein Meteorit vom Himmel, in dessen Einschlagkrater die junge Elanor „Nori“ Brandyfuß einen mysteriösen Fremden mit magischen Fähigkeiten findet. Sie freundet sich trotz der Warnungen ihres Stammes mit ihm an, und der Fremde, der zunächst orientierungslos erscheint, hilft den Harfüßen auf ihrer Wanderung. Als drei Gestalten nach ihm suchen und fast die gesamte Habe der Harfüße zerstören, entschließt sich Nori mit der Unterstützung ihrer Gemeinschaft, den Fremden zu warnen. Die Drei halten den Fremden für Sauron und stellen sich in seinen Dienst. Es kommt zum Kampf mit den Harfüßen, in dem sich jedoch herausstellt, dass der Fremde einer der Istari ist, die auch Zauberer genannt werden. Er verbannt die Drei und begibt sich mit Nori ins östliche Land von Rhûn.
Als Gil-galad schon überzeugt ist, dass die Zeit der Elben in Mittelerde am Ende ist, erhält Celebrimbor unerwartet von Halbrand die Anregung für ein weiteres neues Vorhaben und schmiedet mit dessen Hilfe aus dem Mithril und Galadriels Dolch drei Ringe der Macht für die Elben, die den Verbleib ihres Volkes in Mittelerde sichern sollen. Kurz darauf findet Galadriel heraus, dass Halbrand in Wahrheit der totgeglaubte Sauron ist. Sauron scheitert in dem Versuch, Galadriel zu korrumpieren, und begibt sich nach Mordor.

## Figuren
Galadriel
Die Elbin Galadriel ist im Ersten Zeitalter mit ihrem Bruder Finrod in Valinor aufgewachsen. Im Krieg gegen Melkor zogen beide mit anderen Elben nach Mittelerde. Nach Finrods Tod nahm Galadriel seinen Dolch an sich und machte sich sein Gelöbnis zu eigen, den Hexenmeister Sauron aufzuspüren und zu töten. Zu Beginn der Serie ist Galadriel als Anführerin der Heere des Nordens schon seit Jahrhunderten auf der Suche nach Sauron. Als Gil-galad den Krieg für beendet erklärt und Galadriel anbietet, nach Valinor zurückzukehren, ist sie mit dieser Entscheidung nicht einverstanden. Letztendlich beschließt sie, in Mittelerde zu bleiben und ihre Suche nach Sauron fortzusetzen. Dabei findet sie Unterstützung in Form von Halbrand, dem geflüchteten König der Südlinge sowie Elendil, einem Seemann aus Númenor. Ihr Gesuch nach Hilfe wird schließlich akzeptiert, woraufhin sie mit drei Schiffen nach Mittelerde zurückkehrt. Nach dem Kampf reist sie nach Eregion, merkt jedoch erst dort, dass Halbrand Sauron selbst ist und rät schließlich Celebrimbor, aus einem geplanten Ring drei zu fertigen. Galadriel ist gut mit Elrond befreundet.
Elrond
Als Halbelb hatte Elrond die Wahl zwischen einem sterblichen und unsterblichen Leben. Im Gegensatz zu seinem Bruder Elros entschied er sich für die Unsterblichkeit. Elrond war gut mit Durin IV. befreundet, hat die Freundschaft mit dem Zwergenprinzen aber über Jahrzehnte vernachlässigt. Elrond ist Herold und Redenschreiber für den Hohen König Gil-galad. Er ist ein enger Freund von Galadriel und versucht vergeblich, sie davon zu überzeugen, das Angebot Gil-galads anzunehmen, nach Valinor zurückzukehren. Elrond unterstützt Celebrimbor bei seinen Plänen, die größte Schmiede aller Zeiten zu bauen. Durin IV. ist es zudem, der ihm ein neues Erz zeigt, welches er selbst Mithril nennt; allerdings erkennt er bald, dass dieses Erz sowohl einen Segen als auch einen Fluch darstellt. Obgleich er merkt, dass mit Galadriel etwas nicht stimmt und selbst Forschungen anstellt, wird er Zeuge, wie die ersten Ringe der Macht geschmiedet werden.
Arondir
Arondir, ein Waldelb, wuchs in Beleriand auf. Er gehört zu einer Einheit, deren Aufgabe es ist, die Südmenschen zu bewachen, weil diese vor langer Zeit dem Bösen gedient hatten. Arondir hat Gefühle für die alleinerziehende Mutter und Heilerin Bronwyn. Als die Wache der Elben abgezogen werden soll, bleibt Arondir bei Bronwyn, um mit ihr die seltsamen Vorkommnisse im Osten zu untersuchen. Bei der Untersuchung unterirdischer Gänge in der verlassenen Ortschaft Hordern wird er gefangen genommen. Nach seiner Freilassung ist er es, der Bronwyn davon überzeugt, sich trotz unterlegener Truppenstärke Adars Orks entgegenzustellen.
Celebrimbor
Der Kunstschmied der Elben und Herrscher über Eregion. Sein Traum ist es, einmal etwas so Bedeutsames zu schmieden wie Feanor, als dieser die Silmaril erschuf. Dabei nimmt der die Hilfe der Zwerge aus Khazad-dûm in Anspruch. Am Ende der ersten Staffel schmiedet er schließlich die ersten Ringe der Macht, die drei Ringe der Elben.
Gil-galad
In Lindon residiert der Hohe König der Elben Gil-galad. Er fürchtet, dass Galadriels Besessenheit mit Sauron das Böse am Leben erhalten könnte, statt es zu bekämpfen. Daher belohnt er sie mit der Rückkehr nach Valinor. Später fürchtet er den Verfall seines Volkes und regt Elrond dazu an, den Durin geschworenen Eid zu überdenken, um den Verfall zu stoppen; parallel erklärt er, dass das neu entdeckte Erz die einzige Möglichkeit sei, das Volk der Noldor zu bewahren.
Bronwyn
Bronwyn ist eine Südländerin. Sie ist Heilerin, alleinerziehende Mutter von Theo und hat Gefühle für den Elben Arondir. Sie glaubt als einzige in ihrem Dorf, dass im Osten etwas Böses lauert, und tötet schließlich eigenhändig einen Ork in ihrem Haus. Als die Orks ihre Gemeinschaft zur Flucht zwingen, ist sie es, die eine Anführerrolle einnimmt und gemeinsam mit Arondir den Widerstand gegen die anrückende Gefahr organisiert.
Nori Brandyfuß
Elanor „Nori“ Brandyfuß ist eine junge Harfüßin. Sie ist neugieriger und mutiger als ihre Artgenossen. Als der geheimnisvolle Fremde vom Himmel fällt, glaubt sie, dass dies vorherbestimmt gewesen sei, und kümmert sich um ihn. Allerdings beginnt ihr Vertrauen in ihn mit der Zeit sich in Misstrauen zu verändern, doch als er sich selbst als Istar wahrnimmt und mit ihr spricht, begleitet sie ihn weiterhin.
Prinz Durin IV.
Zwergenprinz Durin IV. lebt mit seiner Frau Disa und seinem Vater König Durin III. in Khazad-dûm. Er hat zwei Kinder. Zwanzig Jahre vor den Ereignissen, die die Serie erzählt, war er eng mit Elrond befreundet und kann ihm nur schwer verzeihen, dass dieser ihn in der langen Zeit nicht besucht hat. Der Fund eines neuen Erzes gibt ihm Hoffnung auf den Einzug eines neuen Zeitalters für die Zwerge, doch dabei gerät er in Meinungsverschiedenheiten mit seinem Vater.
Halbrand/Sauron
Zum Unwissen aller hält sich Morgoths vormaliger Diener Sauron in Mittelerde in Gestalt des Menschen Halbrand versteckt. Als er ausgerechnet seine Verfolgerin Galadriel trifft, begleitet er sie auf ihrer Reise. Sie und andere gehen derweil davon aus, dass es sich bei ihm um den König der Südlande handelt. An der Seite Galadriels reist er nach Númenor und nach einer Auseinandersetzung mit den Orks, unter der Führung des gefallenen Elben Adar in den Südlanden, schließlich nach Eregion. Dort gibt er Galadriel seine wahre Identität preis, nachdem sie ihn mit dem Beweis der ausgestorbenen Herrscherlinie konfrontiert, und versucht sie davon zu überzeugen, sich ihm anzuschließen. Als dies scheitert, reist er wieder in die Südlande, welche nun als Mordor bekannt sind und wo sich Adar aufhält.
Elendil
Elendil (der Name bedeutet Elbenfreund) ist ein númenorischer Kapitän. Er hat drei Kinder, Isildur, Eärien und Anárion, wobei ersterer ebenfalls dem Beruf seines Vaters nachgehen möchte. Zudem rettet er Galadriel und Halbrand auf dem Meer und bringt sie in seine Heimat, wobei es sich herausstellt, dass er in der Lage ist, die Elbensprache zu verstehen und zu sprechen. Obwohl er durch Königin Regentin Míriel zum Meister der Seewacht befördert wird, ist diese nicht erfreut über seine Freundlichkeit gegenüber der Elbin.
Isildur
Isildur ist der älteste Sohn Elendils. Er hat einen jüngeren Bruder, Anárion, und eine Schwester, Ëarien. Seinem Vater nacheifernd, ist es sein Ziel, in die Seewacht aufgenommen zu werden. Kurz vor der Seeprüfung wird er jedoch wie seine Freunde Ontamo und Valandil der Seewacht verwiesen. Als Königin Regentin Míriel eine Streitmacht aufstellt, um gemeinsam mit Galadriel und Halbrand die Südlande gegen Orks zu verteidigen, meldet er sich freiwillig und begleitet seinen Vater nach Mittelerde.

## Besetzung und Synchronisation
Die deutschsprachige Synchronfassung entsteht bei FFS Film- & Fernseh-Synchron in München sowie in Berlin nach Dialogbüchern von Jan Odle und Ruth Deny. Ersterer ist für die Dialogregie verantwortlich, letztere für die deutsche Fassung aller vorkommenden Songs. In der zweiten Staffel kam zudem Christian Weygand als Dialogregisseur dazu. Der Journalist und Autor Stefan Servos war laut Abspann als „Tolkien-Experte“ an der Übersetzung beteiligt.
| Rollenname                        | Auftritte (Episoden)                              | Schauspieler                                              | Synchronsprecher       |
| Elben                             | Elben                                             | Elben                                                     | Elben                  |
| --------------------------------- | ------------------------------------------------- | --------------------------------------------------------- | ---------------------- |
| Galadriel                         | 1.01–2.02, 2.04–                                  | Morfydd Clark                                             | Sophie Rogall          |
| Galadriel                         | 1.01                                              | Amelie Child-Villiers (Kind)                              | Zoe Durakovic          |
| Herr Celebrimbor                  | 1.01–1.02, 1.04–1.05, 1.08–2.08                   | Charles Edwards                                           | Martin Halm            |
| Arondir                           | 1.01–1.07, 2.03–2.04, 2.06–2.08                   | Ismael Cruz Córdova                                       | Paul Sedlmeir          |
| Elrond                            | 1.01–1.02, 1.04–1.05, 1.07–2.02, 2.04–2.05, 2.07– | Robert Aramayo                                            | Leonhard Mahlich       |
| Hoher König Gil-galad             | 1.01, 1.05, 1.08–2.02, 2.04–2.05, 2.07–           | Benjamin Walker                                           | Jaron Löwenberg        |
| Wachaufseher Revion               | 1.01, 1.03                                        | Simon Merrells                                            | Frank Schaff           |
| Médhor                            | 1.01, 1.03                                        | Augustus Prew                                             | Felix Auer             |
| Finrod                            | 1.01, 1.08                                        | Will Fletcher                                             | Konrad Bösherz         |
| Thondir                           | 1.01                                              | Fabian McCallum                                           | Sebastian Kempf        |
| Rían                              | 1.01                                              | Kip Chapman                                               | Henry Engels           |
| Elbischer Meister der Lehren      | 1.08                                              | Josh Metcalfe                                             | Vincent Sauer          |
| Mirdania                          | 2.01–2.02, 2.05–2.07                              | Amelia Kenworthy                                          | Marcia von Rebay       |
| Círdan der Schiffbauer            | 2.01–2.02                                         | Ben Daniels                                               | Achim Buch             |
| Vorohil                           | 2.04–2.05, 2.07–2.08                              | Charlie Rix                                               | Nicolai Mondschein     |
| Rían                              | 2.04–2.05, 2.07                                   | Selina Lo                                                 | Constanze Buttmann     |
| Camnir                            | 2.04–2.05                                         | Calam Lynch                                               | François Goeske        |
| Daemor                            | 2.04                                              | Oliver Alvin-Wilson                                       | Sebastian Pappenberger |
| Kommandant Malendol               | 2.06–2.07                                         | Simon Haines                                              | Nils Kreutinger        |
| Harfüße und Starre                |                                                   |                                                           |                        |
| Elanor „Nori“ Brandyfuß           | 1.01–1.03, 1.05, 1.07–2.02, 2.04, 2.06, 2.08      | Markella Kavenagh                                         | Léa Mariage            |
| Magsame „Magsi“ Stolzfreund       | 1.01–1.03, 1.05, 1.07–2.02, 2.04, 2.06, 2.08      | Megan Richards                                            | Leslie-Vanessa Lill    |
| Sadoc Lochner                     | 1.01–1.03, 1.05, 1.07–1.08                        | Lenny Henry                                               | Alexander Duda         |
| Goldblume Brandyfuß               | 1.01–1.03, 1.05, 1.07–1.08                        | Sara Zwangobani                                           | Christine Stichler     |
| Largo Brandyfuß                   | 1.01–1.03, 1.05, 1.07–1.08                        | Dylan Smith                                               | Patrick Schröder       |
| Malva                             | 1.01–1.03, 1.05, 1.07–1.08                        | Thusitha Jayasundera                                      | Dorothea Anzinger      |
| Vilma                             | 1.01–1.03, 1.05, 1.07–1.08                        | Maxine Cunliffe                                           | Ursula Berlinghof      |
| Dilly Brandyfuß                   | 1.01, 1.03, 1.05, 1.07–1.08                       | Beau Cassidy                                              | Lia Jung               |
| Merimac                           | 2.04, 2.06, 2.08                                  | Gavi Singh Chera                                          | Mio Lechenmayr         |
| Gundabale Earthauler              | 2.04, 2.06, 2.08                                  | Tanya Moodie                                              | Kathrin Gaube          |
| Marmadas                          | 2.04, 2.06, 2.08                                  | Peter Landi                                               |                        |
| Südländer                         |                                                   |                                                           |                        |
| Theo                              | 1.01–1.02, 1.04–1.07, 2.03–2.04, 2.08             | Tyroe Muhafidin                                           | Norman Endres          |
| Waldreg                           | 1.01–1.02, 1.04–1.07, 2.01                        | Geoff Morrell                                             | Alexander Pelz         |
| Bronwyn                           | 1.01–1.02, 1.04–1.07                              | Nazanin Boniadi                                           | Carolin Hartmann       |
| Tredwill                          | 1.01–1.02, 1.04–1.06                              | Peter Tait                                                | Thomas Albus           |
| Rowan                             | 1.01, 1.04–1.05                                   | Ian Blackburn                                             | Lenny Peteanu          |
| Diarmid                           | 2.01                                              | Nicholas Woodeson                                         | Gerhard Jilka          |
| Estrid                            | 2.03–2.04, 2.08                                   | Nia Towle                                                 | Paulina Rümmelein      |
| Hagen                             | 2.03–2.04, 2.08                                   | Gabriel Akuwudike                                         | Benjamin Krause        |
| Ammred                            | 2.03–2.04, 2.08                                   | Murray McArthur                                           |                        |
| Zwerge                            |                                                   |                                                           |                        |
| Prinz Durin IV.                   | 1.02, 1.04–1.05, 1.07, 2.02–2.03, 2.05–2.08       | Owain Arthur                                              | Sebastian Winkler      |
| Prinzessin Disa                   | 1.02, 1.04, 1.07, 2.02–2.03, 2.05–2.08            | Sophia Nomvete                                            | Bettina Redlich        |
| König Durin III.                  | 1.02, 1.04, 1.07, 2.02–2.03, 2.05–2.08            | Peter Mullan                                              | Dieter Memel           |
| Narvi                             | 2.02–2.03, 2.05–2.08                              | Kevin Eldon                                               | Mike Carl              |
| Uruks & Orks                      |                                                   |                                                           |                        |
| Adar                              | 1.03–1.07                                         | Joseph Mawle                                              | Matthias Klie          |
| Adar                              | 2.01, 2.03–2.08                                   | Sam Hazeldine                                             | Matthias Klie          |
| Vrath                             | 1.03–1.04                                         | Jed Brophy                                                | Ole Pfennig            |
| Lurka                             | 1.03                                              | Robert Strange                                            | Christian Giegerich    |
| Glüg                              | 2.01, 2.03, 2.05–2.08                             | Robert Strange                                            | Wolfgang Haas          |
| Damrod der Hügeltroll             | 2.03, 2.07                                        | Benjamin Walker (2.03, Stimme) Jason Smith (2.07, Stimme) | Mike Carl              |
| Númenorer                         |                                                   |                                                           |                        |
| Kapitän Elendil                   | 1.03–1.08, 2.03, 2.05–2.06, 2.08                  | Lloyd Owen                                                | Stefan Günther         |
| Königin Regentin / Königin Míriel | 1.03–1.08, 2.03, 2.05–2.06, 2.08                  | Cynthia Addai-Robinson                                    | Friederike Walke       |
| Valandil                          | 1.03–1.08, 2.03, 2.05                             | Alex Tarrant                                              | Sebastian Griegel      |
| Isildur                           | 1.03–1.07, 2.03–2.04, 2.08                        | Max Baldry                                                | Maximilian Belle       |
| Kanzler / König Ar-Pharazôn       | 1.03–1.05, 1.08, 2.03, 2.05–2.06, 2.08            | Trystan Gravelle                                          | Stefan Lehnen          |
| Eärien                            | 1.03–1.05, 1.08, 2.03, 2.05–2.06, 2.08            | Ema Horvath                                               | Zina Laus              |
| Ontamo                            | 1.03–1.07                                         | Anthony Crum                                              | Mio Lechenmayr         |
| Tamar                             | 1.03–1.04                                         | Jason Hood                                                | Uwe Thomsen            |
| Segelmeister der Seewacht         | 1.03–1.04                                         | Antonio Te Maioha                                         | Alexander Wohnhaas     |
| Kemen                             | 1.04–1.05, 1.08, 2.03, 2.05–2.06, 2.08            | Leon Wadham                                               | Felix Mayer            |
| Tar-Palantir                      | 1.04–1.05, 1.08, 2.03                             | Ken Blackburn                                             | Hans Bayer             |
| Hohepriester von Númenor          | 2.03, 2.05–2.06, 2.08                             | William Chubb                                             | Michael Tietz          |
| Fürst Belzagar                    | 2.03, 2.06, 2.08                                  | Will Keen                                                 | Tobias Lelle           |
| Maiar                             |                                                   |                                                           |                        |
| Halbrand / Sauron / Annatar       | 1.02–                                             | Charlie Vickers                                           | Benedikt Gutjan        |
| Halbrand / Sauron / Annatar       | 2.01                                              | Jack Lowden                                               | Martin Bonvicini       |
| Der Fremde / Gandalf              | 1.01–1.03, 1.05, 1.07–2.02, 2.04, 2.06, 2.08      | Daniel Weyman                                             | Jochen Paletschek      |
| Der dunkle Istar                  | 2.01–2.02, 2.04, 2.06, 2.08                       | Ciarán Hinds                                              | Thomas Rauscher        |
| Ents                              |                                                   |                                                           |                        |
| Winterblüte                       | 2.04                                              | Olivia Williams (Stimme)                                  | Elisabeth Günther      |
| Snaggleroot                       | 2.04                                              | Jim Broadbent (Stimme)                                    | Pat Zwingmann          |
| Bewohner von Rhûn                 |                                                   |                                                           |                        |
| Die Bewohnerin                    | 1.05, 1.07–1.08, 2.02, 2.04                       | Bridie Sisson                                             |                        |
| Die Nomadin                       | 1.05, 1.07–1.08                                   | Edith Poor                                                | Ulla Wagener           |
| Die Asketin                       | 1.05, 1.07–1.08                                   | Kali Kopae                                                | Marie-Jeanne Widera    |
| Brânk                             | 2.01–2.02, 2.04, 2.08                             | Yasen Atour                                               | Wolfgang Haas          |
| Gaudrim Scout                     | 2.02, 2.04, 2.06, 2.08                            | Theo Spofforth                                            |                        |
| Tom Bombadil                      | 2.04, 2.06, 2.08                                  | Rory Kinnear                                              | Pirmin Sedlmeir        |
| Goldbeere                         | 2.04                                              | Raya Yarbrough (Stimme)                                   | Laura Jenni            |

## Produktion

### Sicherung der Rechte
Mehreren Film- und Fernsehstudios, darunter Netflix, HBO und Amazon, wurden von den Erben Tolkiens die Rechte für Fernsehadaptionen der Anhänge von Der Herr der Ringe angeboten, in denen die Ereignisse vor und nach der Handlung des Romans zusammengefasst werden. Schließlich sicherte sich Amazon die internationalen Fernsehrechte im November 2017 für 250 Millionen US-Dollar, wie kolportiert wurde. Dabei verpflichtete sich das Studio auch, bis spätestens November 2019 mit der Produktion der ersten Staffel zu beginnen, da sonst die Rechte wieder verfallen würden. Der Deal zwischen Amazon und den Tolkien-Erben umfasst mindestens fünf Staffeln sowie die Möglichkeit für Spin-offs, wobei die Serie ein Budget von über einer Milliarde US-Dollar haben soll. Aus diesem Grund wurde bereits im November 2019 offiziell eine zweite Staffel angekündigt. Neben den Amazon Studios sind an der Produktion der Verleger des Der-Herr-der-Ringe-Romans HarperCollins, das Tolkien Estate, der Tolkien Trust sowie das Filmstudio New Line Cinema beteiligt. Letztgenanntes produzierte bereits die erfolgreichen Filmtrilogien Der Herr der Ringe und Der Hobbit. Die Regierung Neuseelands bezifferte die Produktionskosten für die erste Staffel auf 462 Millionen US-Dollar. Darin enthalten sind auch Infrastrukturkosten, wie der Bau von Filmsets, für die auf fünf Staffeln ausgelegte Serie.

### Filmstab
Als Showrunner wurden Patrick McKay und J. D. Payne verpflichtet. Beide hatten zuvor keine größeren Projekte realisiert, wurden aber aufgrund ihrer Arbeit an Star Trek Beyond von J. J. Abrams hoch gelobt. Nachdem einige Spekulationen aufgekommen waren, stellte Peter Jackson klar, dass er an der Serie nicht beteiligt sein werde. Später bot er jedoch seine Hilfe an, sofern man ihm die Drehbücher schicken würde.
Für die ersten zwei Folgen übernahm Juan Antonio Bayona, der auch als Executive Producer der Serie fungiert, die Regie. Er schuf auch den allgemeinen Ton der Serie. Über seine Verpflichtung äußerte sich Bayona, für ihn als „lebenslanger Fan“ sei es eine Ehre, Teil dieses Projekts zu sein und die Zuschauer nach Mittelerde führen zu dürfen. Vier Folgen wurden von Wayne Yip und zwei Folgen von Charlotte Brändström inszeniert. Als Kameramänner fungieren unter anderem Óscar Faura und Aaron Morton.
Als Co-Produzenten fungieren Helen Shang und Ron Ames. Für das Kostümdesign ist Kate Hawley verantwortlich, die bereits als Kostümbildnerin an der Hobbit-Trilogie mitwirkte. Das Szenenbild wird von Oscarpreisträger Rick Heinrichs und die Spezialeffekte von Jason Smith geleitet. Tolkien-Illustrator sowie Concept Designer der Der-Herr-der-Ringe-Filmtrilogie John Howe wirkt überdies als Illustrator und Konzeptzeichner an der Serie mit.
Die Drehbücher stammen abseits der Showrunner unter anderem von der Breaking-Bad- und Better-Call-Saul-Autorin Gennifer Hutchison, Die Sopranos-Autoren Jason Cahill, Justin Doble (Stranger Things) und Stephany Folsom, bekannt durch ihre Arbeit am Drehbuch von Toy Story 4. Als beratender Produzent der Serie ist der langjährige Game-of-Thrones-Produzent und -Autor Bryan Cogman tätig.
Die zweite Staffel umfasst ebenfalls acht Episoden, wobei Brändström einen großen Teil der Episoden inszenierte, während Sanaa Hamri und Louise Hooper für einzelne Episoden die Regie bzw. Mitregie übernahmen.

### Casting
Alle gecasteten Darsteller erfuhren zu Beginn nicht, für welche Rolle sie angestellt wurden. Als erste Darstellerin wurde Markella Kavenagh verpflichtet, deren Rolle damals noch als „Tyra“ angekündigt wurde. Der finale Name der Figur, Elanor „Nori“ Brandyfuß, wurde in einem Trailer im Februar 2022 bekannt. Im September 2019 wurde berichtet, dass Will Poulter eine der Hauptrollen in der Serie übernehmen wird. Im Dezember 2019 musste er die Serie aufgrund von Terminproblemen allerdings wieder verlassen, woraufhin er durch Robert Aramayo ersetzt wurde. Die Rolle stellte sich im Nachhinein als Elrond heraus. Im Oktober 2019 begann in Neuseeland, ausgehend von zwei lokalen Agenturen, ein Darstellercasting für „Hintergrund-Komparsen und Statisten mit größeren Rollen“, wobei vor allem Schauspieler mit „interessanten Gesichtern und Körperbau“ gesucht wurden. Kurz darauf wurde die Verpflichtung von Max Baldry in einer „wichtige[n] Rolle“ bekannt, die später als Isildur bestätigt wurde. Fast zeitgleich wurde der Hauptantagonist mit Joseph Mawle besetzt; die Figur sollte zu diesem Zeitpunkt noch Oren heißen, wurde jedoch innerhalb der Serie als Adar betitelt. Im Dezember 2019 wurde schließlich Ema Horvath für die Rolle der Eärien gecastet, der Schwester von Isildur; im selben Monat erfolgte die Besetzung der Elbin Galadriel mit Morfydd Clark. Im Januar 2020 wurden mit Charlie Vickers, Daniel Weyman, Dylan Smith, Ismael Cruz Córdova, Megan Richards, Nazanin Boniadi, Owain Arthur, Sophia Nomvete, Tom Budge und Tyroe Muhafidin weitere Schauspielerinnen und Schauspieler für die erste Staffel bestätigt. Im Dezember desselben Jahres schlossen sich Lenny Henry, Peter Mullan, Lloyd Owen, Augustus Prew, Peter Tait, Benjamin Walker, Cynthia Addai-Robinson, Simon Merrells, Ian Blackburn, Kip Chapman, Anthony Crum, Maxine Cunliffe, Trystan Gravelle, Thusitha Jayasundera, Fabian McCallum, Geoff Morrell, Alex Tarrant und Leon Wadham der Besetzung an. Im März 2021 verließ Budge das Projekt aufgrund kreativer Differenzen.
Für die zweite Staffel wurde der von Joseph Mawle verkörperte Adar mit Sam Hazeldine neubesetzt. Außerdem schlossen sich Gabriel Akuwudike, Yasen Atour, Ben Daniels, Amelia Kenworthy, Nia Towle und Nicholas Woodeson der Darstellerriege an. Eine Woche später wurden mit Oliver Alvin-Wilson, Stuart Bowman, Gavi Singh Chera, William Chubb, Will Keen, Kevin Eldon, Selina Lo sowie Calam Lynch weitere neue Darsteller in noch unbekannten Rollen bekanntgegeben. Darüber hinaus sollen auch Ciarán Hinds, Rory Kinnear und Tanya Moodie wiederkehrende Rollen übernehmen. Daniels soll dabei die Rolle des Círdan übernehmen, Kinnear die des Tom Bombadil. Neben seiner Rolle als Gil-galad vertont Walker in Staffel 2 zudem den Bergtroll Damrod. Ende Juli wurde außerdem die Beteiligung von Jim Broadbent und Olivia Williams als Stimmen zweier Ents bekannt. Kurz vor dem Start der neuen Episoden wurde die Verpflichtung von Jack Lowden öffentlich, dieser verkörpert eine frühere Form von Sauron; jener wird regulär wie in der ersten Staffel von Vickers verkörpert.
Für die dritte Staffel wurden Jamie Campbell Bower, Eddie Marsan, Andrew Richardson, Zubin Varla und Adam Young als Neuzugänge verpflichtet.

### Vorproduktion
In einem Interview mit The Hollywood Reporter erläuterte Amazon-Studios-Chefin Jennifer Salke, dass die Autoren in einem streng abgeriegelten Bereich gearbeitet hätten: Der Zugang zum Autorenzimmer in Santa Monica sei bewacht und die Fenster zugeklebt gewesen. Um ihn betreten zu dürfen, habe man eine Sicherheitsüberprüfung durchlaufen müssen und seinen Fingerabdruck abgeben, da die komplette Arbeit an der ersten Staffel dort offen zu sehen gewesen sei.
Der ebenfalls an der Serie beteiligte ehemalige Oxford-Professor, Weggefährte Tolkiens sowie Tolkien-Forscher Thomas Alan Shippey erklärte, obwohl Amazon durch die eher geringen Informationen über das Zeitalter einen relativ freien Handlungsspielraum habe, müsse man sich beim Inhalt und der Struktur an die Vorgaben des Tolkien Estate halten. So dürfe man zwar neue Figuren und Ereignisse einführen, dürfe dabei allerdings nicht dem offiziellen Kanon widersprechen. Gleichzeitig könne es kaum zu Verweisen auf das erste Zeitalter kommen, da das Tolkien Estate die Rechte für dieses nicht veräußern wollte. Im April 2020 wurde berichtet, dass Shippey das Projekt verlassen habe.
Die Grundfrage hinter der Serie war für den Showrunner McKay:

“Can we come up with the novel Tolkien never wrote and do it as the mega-event series that could only happen now?”

„Können wir uns den Roman ausdenken, den Tolkien nie geschrieben hat, und ihn als Mega-Event-Serie umsetzen, die nur jetzt möglich ist?“

### Dreharbeiten und Postproduktion
Ursprünglich wurde angekündigt, dass die Dreharbeiten nicht wie bei den Der-Herr-der-Ringe- und Der-Hobbit-Trilogien in Neuseeland, sondern in Schottland und Irland stattfinden sollen. So wollte man ab August 2019 für etwa drei Monate in einem Filmstudio in Leith, einem Stadtteil der schottischen Hauptstadt Edinburgh, drehen, wobei auch weitere Schauplätze wie Portree, das Dunskey Castle und Portpatrick in der engeren Auswahl waren. Ab März 2020 wollte man für weitere drei Monate in der Hauptstadt Schottlands filmen. Aufgrund der zeitgleichen Produktion der Avatar-Fortsetzungen und des nur begrenzten Studio-Platzes hieß es zuerst, dass nur wenige Außen- und Naturaufnahmen in Neuseeland erfolgen sollen. Später wurde jedoch berichtet, dass sich das Produktionsteam umentschieden und nun doch Neuseeland als Hauptdrehort auserkoren habe. Produktionsfirmen aus den Großstädten Auckland und Queenstown, um die herum die Serie entstehen solle, hätten sich bereits über ein Jahr lang mit der Vorproduktion beschäftigt. Schottland sei hingegen aufgrund des anstehenden Brexits keine Option mehr gewesen. Erste Testaufnahmen sollen bereits in der ersten Hälfte des Jahres 2019 erfolgt sein, während die Dreharbeiten erst Ende Februar 2020 begannen. Am 16. März 2020 wurden die Filmaufnahmen mit rund 800 beteiligten Personen aufgrund der COVID-19-Pandemie unterbrochen. Zu diesem Zeitpunkt waren die ersten beiden Folgen bereits fast fertiggestellt. Die Zwangsunterbrechung ging daher in eine von vornherein geplante mehrmonatige Drehpause aufgrund des neuseeländischen Winters über, in der die Autoren weitere Drehbücher der zweiten Staffel fertigstellten. Ende September 2020 wurden die Filmaufnahmen schließlich wieder aufgenommen.
Die Außenaufnahmen der Serie fanden unter anderem auf der Coromandel Peninsula, in den Waitomo Caves und im Fiordland-Nationalpark statt. Die Studioaufnahmen wurden in den Kumeu Film Studios und Auckland Film Studios durchgeführt. Die Studios in Wellington, in denen Peter Jackson seine Tolkien-Adaptionen filmte, waren bereits für Dreharbeiten der Avatar-Fortsetzungen belegt.
Ende Dezember 2020 wurden die Dreharbeiten für die ersten beiden Folgen abgeschlossen. Das Budget der ersten Staffel liegt bei 465 Millionen US-Dollar, von denen rund 116 Millionen durch neuseeländische Filmförderungen getragen werden.
Am 2. August 2021 gab Amazon Studios die Fertigstellung der Dreharbeiten zur ersten Staffel bekannt und nannte den 2. September 2022 als Premierendatum für die ersten beiden Folgen. Wenige Tage später ließ Amazon verlauten, dass ab der zweiten Staffel die Serie nicht mehr in Neuseeland, sondern in Großbritannien produziert werden soll. Die Dreharbeiten für die zweite Staffel begannen im Oktober 2022 in den englischen Bray Studios.
Die Filmmusik wurde in der Synchron Stage Vienna in Wien aufgenommen, beteiligt waren unter anderem die Gumpoldskirchner Spatzen.

## Marketing und Veröffentlichung

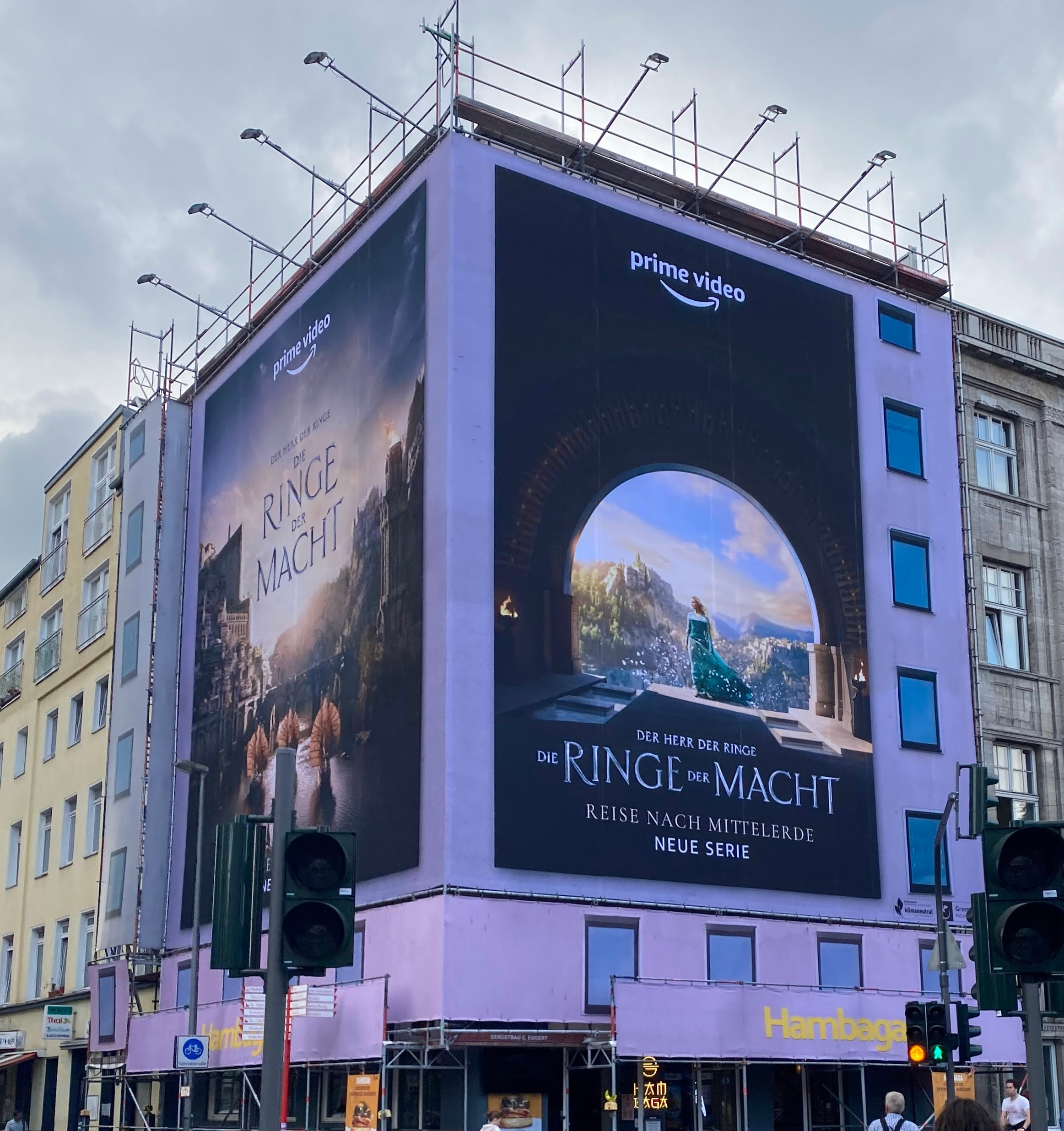
Marketing am Kölner Neumarkt

Anfang 2019 begann Amazon damit, auf Twitter mehrere Karten von Mittelerde zu veröffentlichen, die die Welt zu verschiedenen Zeitpunkten ihrer Geschichte zeigten, um schließlich mit der letzten Karte den Handlungsrahmen der Serie im Zweiten Zeitalter der fiktiven Zeitrechnung Mittelerdes anzukündigen. Diese Karten wurden von Tom Shippey und John Howe entworfen und erstellt.
Der Titel der Serie wurde am 19. Januar 2022 bekanntgegeben. Das dazugehörige Video war die letzte Arbeit des Spezialeffektspezialisten Douglas Trumbull.
23 verschiedene Figurenposter wurden am 3. Februar 2022 veröffentlicht, in denen keine Gesichter zu sehen sind, sondern der Fokus auf den Händen und den Oberkörpern liegt.
Einen ersten Einblick in Die Ringe der Macht gab Vanity Fair am 10. Februar 2022. In einem Artikel auf ihrer Website wurden neue Figurennamen und Handlungsdetails bekanntgegeben.
Der erste Teaser-Trailer wurde während des 56. Super Bowls gezeigt. Laut Amazon wurde der Teaser innerhalb von 24 Stunden 257 Millionen Mal angesehen – ein Rekord für einen Super-Bowl-Trailer. Der 2:30 Minuten lange Hauptteaser wurde am 14. Juli 2022 veröffentlicht.
Im Juni 2022 wurde ein neues Buch angekündigt, in dem die Ereignisse des Zweiten Zeitalters von Mittelerde beschrieben werden. Der Untergang von Númenor (The Fall of Númenor) wurde vom Tolkien-Forscher Brian Sibley aus Tolkiens Schriften über das Zweite Zeitalter zusammengestellt und herausgegeben. Das Buch erschien am 11. November 2022, nach der Veröffentlichung der ersten Staffel von Die Ringe der Macht.
Die Serie ist exklusiv auf Prime Video verfügbar. Veröffentlichungsdatum der ersten zwei Folgen war der 2. September 2022, wonach neue Episoden wöchentlich erscheinen. Auch Filmkritiker bekamen von Amazon zunächst nur die ersten beiden Folgen zur Verfügung gestellt. Die Veröffentlichung der zweiten Staffel erfolgte vom 29. August 2024 bis zum 3. Oktober 2024.
Größere Promotion zur zweiten Staffel erfolgte nach der Veröffentlichung eines ersten Trailers im Mai 2024 auf der San Diego Comic-Con International zwei Monate später in Anwesenheit der Besetzung und der beiden Showrunner. Ein weiterer dritter Trailer wurde am 15. August 2024 veröffentlicht.

## Episodenliste

### Staffel 1
| Nr. (ges.) | Nr. (St.) | Deutscher Titel            | Originaltitel        | Erstveröffentlichung USA | Deutschsprachige Erstveröffentlichung (D/A/CH) | Regie                | Drehbuch                                                    |
| --- | --------- | -------------------------- | -------------------- | ------------------------ | ---------------------------------------------- | -------------------- | ----------------------------------------------------------- |
| 1 | 1         | Schatten der Vergangenheit | A Shadow of the Past | 2. Sep. 2022             | 2. Sep. 2022                                   | Juan Antonio Bayona  | J. D. Payne & Patrick McKay                                 |
| Es beginnt mit einem Rückblick auf Galadriels Kindheit im Zeitalter der Bäume, der Zerstörung des Lichts durch Morgoth und dem Aufbruch der Elben aus Valinor zum Krieg nach Mittelerde. Nach der Verbannung von Melkor am Ende des Ersten Zeitalters begab sich Galadriels Bruder Finrod auf die Suche nach dessen Diener und Hexenmeister Sauron und wurde von diesem getötet. Galadriel schwört, Sauron zu finden und ihren Bruder zu rächen. Nach Jahrhunderten der Suche findet sie Spuren von Sauron in Forodwaith, doch der Hohe König Gil-galad erklärt die Tage des Krieges für beendet. Galadriel wird für ihre Taten geehrt und darf zur Belohnung zu den Unsterblichen Landen von Valinor fahren. Kurz bevor das Schiff diese erreicht, beschließt Galadriel jedoch zurückzukehren und springt von Bord. Parallel wird in Lindon der Herold Elrond dem Elbenschmied Celebrimbor zugeteilt, welcher ein neues Vorhaben plant und seine Hilfe benötigt. Auch die Waldelben, die im Südwesten Mittelerdes die Südmenschen bewachen, sollen nach dem Willen Gil-galads abgezogen werden. Doch Arondir und die Menschenheilerin Bronwyn entdecken, dass im Nachbardorf auf mysteriöse Weise alle Menschen verschwunden sind. Bronwyns Sohn findet währenddessen in einem Versteck eine gebrochene Klinge, die mit dem Siegel Saurons gekennzeichnet ist. Auch die Harfüße in Rhovanion bemerken, dass ungewöhnliche Dinge vor sich gehen. Elanor „Nori“ Brandyfuß beobachtet schließlich mit ihrer Freundin, wie ein Meteorit in ihrer Nähe abstürzt, in dessen Einschlagkrater ein mysteriöser Fremder bewusstlos liegt. |           |                            |                      |                          |                                                |                      |                                                             |
| 2 | 2         | Treibgut                   | Adrift               | 2. Sep. 2022             | 2. Sep. 2022                                   | Juan Antonio Bayona  | Gennifer Hutchison                                          |
| Auf ihrem Rückweg nach Mittelerde trifft Galadriel auf eine Gruppe Schiffbrüchiger, welche sie aufgrund ihrer Elbenidentität zurückweisen; ein angreifender riesiger Wasserwurm tötet die Gruppe bis auf den Südling Halbrand. Dieser rettet sie und erklärt, dass er von Orks aus seiner Heimat vertrieben wurde; anschließend arbeiten sie zusammen, um den anrückenden Sturm zu überleben. Derweil erklärt Celebrimbor Elrond, dass er einen großen Turm mit einer noch stärkeren Schmiede errichten möchte, ihm dazu jedoch die Arbeiter fehlen. Celebrimbor und Elrond begeben sich zur Zwergenstadt Khazad-dûm, wo Elrond, um eingelassen zu werden, in einem Wettkampf gegen seinen früheren Freund Prinz Durin IV. antreten muss. Obwohl Elrond unterliegt, erlaubt ihm Durin, sein Angebot auszusprechen, doch sein Vater, der amtierende König Durin III., bleibt skeptisch. Nori und ihre Freundin halten die Existenz des unbekannten Fremden – der anscheinend magische Fähigkeiten besitzt und mit Leuchtkäfern kommunizieren kann – vor den anderen Harfüßen geheim. Arondir und Bronwyn finden wiederum einen präzise gegrabenen Tunnel, wobei der Waldelb diesem folgt und schließlich gefangen wird. Die Heilerin entdeckt in ihrem Haus einen Ork, den sie mithilfe ihres Sohnes Theo enthauptet und dessen Kopf in der Schänke als Beweis zur anrückenden Gefahr vorlegt, sodass die Gemeinschaft nun Tirharad verlässt. Nachdem sie den Sturm überstanden haben, werden Galadriel und Halbrand von einem unbekannten Segelschiff aufgelesen. |           |                            |                      |                          |                                                |                      |                                                             |
| 3 | 3         | Adar                       | Adar                 | 9. Sep. 2022             | 9. Sep. 2022                                   | Wayne Yip            | Jason Cahill & Justin Doble                                 |
| Nach ihrer Rettung finden sich Galadriel und Halbrand auf dem Schiff von Kapitän Elendil wieder, welcher beide in seine Heimat, das von Menschen bevölkerte Inselkönigreich Númenor, bringt, wo sie vor Königin Regentin Míriel und Kanzler Pharazôn treten. Jene beschließen, dass die Neuankömmlinge dort bleiben sollen, doch Galadriel kann Elendil überzeugen, mit ihr die Halle der Weisheit aufzusuchen. Arondir findet sich derweil in Gefangenschaft der Orks wieder, die immer wieder von einer unbekannten Person namens Adar sprechen. Trotz ihrer Bemühungen, den Fremden vor den anderen Harfüßen zu verbergen, zeigt sich dieser bei der Versammlung der Gemeinschaft, woraufhin Noris Familie ans Ende des Wanderzuges geschickt wird; allerdings akzeptiert die Familie schließlich den Fremden, indem sie sich gegenseitig helfen. Halbrand wiederum wird nach einer Schlägerei inhaftiert, woraufhin er Galadriels Vermutungen bestätigt, dass er der tatsächliche König der Südländer sei. Nachdem Arondirs Begleiter getötet werden und sein Fluchtversuch scheitert, tritt Adar ihm gegenüber. |           |                            |                      |                          |                                                |                      |                                                             |
| 4 | 4         | Die Große Woge             | The Great Wave       | 16. Sep. 2022            | 16. Sep. 2022                                  | Wayne Yip            | Stephanie Folsom & J. D. Payne & Patrick McKay              |
| Während in Númenor sich Widerstand gegen Galadriel regt und Königin Regentin Míriel durch den Palantír einen Albtraum vom Untergang des Inselkönigreiches hat, lässt Adar Arondir überraschend frei, damit dieser eine Botschaft in den Elbenturm in Tirharad bringt. Da den Menschen dort die Vorräte ausgehen, beschließt Theo, sich heimlich ins von Orks übernommene Dorf zu begeben, wobei er diesen knapp entwischt. Durin IV. zeigt Elrond einen neuen Rohstoff, den dieser Mithril nennt. Nach einem Minenunglück spricht der Zwergenprinz mit seinem Vater, der ihm erlaubt, nach Lindon zu gehen, um herauszufinden, was die Elben verheimlichen. Theo wird von Arondir gerettet. Dieser überbringt die Nachricht, dass die Gemeinschaft überleben dürfe, sofern sie auf die Gebiete verzichtet und Adar die Treue schwört. Waldreg der Schankwirt, dem Theos Dolch nicht unbemerkt geblieben ist, teilt ihm mit, dass Saurons Ankunft kurz bevorstehe und der vom Himmel gefallene Stern ein Zeichen dafür gewesen sei. Während Galadriel nach Mittelerde abgeschoben werden soll, beginnen die Blätter des Weißen Baumes zu fallen. Míriel sieht dies als Zeichen und verkündet, Galadriel persönlich im Kampf gegen Sauron zu unterstützen. Zahlreiche Bürger der Insel, unter ihnen auch Isildur, erklären sich bereit, ebenfalls an ihrer Seite zu kämpfen. |           |                            |                      |                          |                                                |                      |                                                             |
| 5 | 5         | Abschiede                  | Partings             | 23. Sep. 2022            | 23. Sep. 2022                                  | Wayne Yip            | Justin Doble                                                |
| Während in Númenor die Vorbereitungen für die bevorstehende Reise laufen, versucht Kemen auf Bitten Eäriens die Reise zu verhindern, indem er eines der Schiffe anzündet. Auch Míriel wird durch ihren Vater vor der Dunkelheit in Mittelerde gewarnt. Im Süden werden Nori und ihre Familie von mehreren Wargen angegriffen, die durch den Fremden mühelos vertrieben werden, wobei er sich jedoch am Arm verletzt. Als der Fremde sich jedoch zu heilen beginnt, wird Nori Teil des Prozesses und läuft verschreckt davon. Bei den menschlichen Südlingen verbreitet sich das Angebot Adars, weswegen sich ein Teil der Gemeinschaft unter der Führung Waldregs von Bronwyn lossagt und den Großen Vater aufsucht. Bronwyn und Arondir erkennen in Theos Dolch den Schlüssel zur Macht in den Südlanden. In Lindon lässt Gil-galad Elrond eine Legende vortragen, die – entgegen Elronds Meinung – wirklich geschah. Demnach kämpften in der Vorzeit ein Elbenkrieger und ein Balrog von Morgoth um einen Baum, in dem sich einer der Silmaril befand, und füllten ihn mit ihren Eigenschaften. Bei einem Gewitter ließ ein Blitz mehrere Adern des Baums ins Erdreich des Nebelgebirges fließen, wo es über die Jahre gedeihen konnte; Elrond erkennt, dass es sich um das von den Zwergen abgebaute Mithril handeln muss. Gil-galad erklärt ihm, dieses Metall sei die einzige Rettung für die Elben. Derweil lässt Adar die Orks in Richtung Wachturm marschieren und Halbrand schließt sich in Númenor nach langen Zweifeln den Abreisenden nach Mittelerde an. |           |                            |                      |                          |                                                |                      |                                                             |
| 6 | 6         | Udûn                       | Udûn                 | 30. Sep. 2022            | 30. Sep. 2022                                  | Charlotte Brändström | Nicholas Adams & Justin Doble & J. D. Payne & Patrick McKay |
| Adar und seine Armee suchen den großen Wachturm auf, finden ihn jedoch verlassen vor; dabei geraten sie in einen Hinterhalt, indem Arondir den Turm einstürzen lässt, wodurch viele Orks umkommen. Derweil bereiten sich die Südmenschen auf den Kampf vor und können viele Angreifer besiegen. Als sich jedoch herausstellt, dass die ersten Angreifer nur Menschen gewesen sind, greifen die echten Orks an und drängen ihre Gegner in die Schänke zurück. Um seiner Mutter das Leben zu retten, offenbart Theo, wo Arondir den Dolch versteckt hat. Als die Lage sich zuspitzt, eilt Númenors Heer zur Hilfe, wobei Galadriel sowie Halbrand den flüchtigen Adar festsetzen und den bei ihm gefundenen Dolch an Arondir zurückgeben. Dabei enthüllt Adar, er sei einer der von Morgoth gefolterten und korrumpierten Elben gewesen, sowie auch, dass er Sauron getötet habe. Nach dem gewonnenen Kampf treffen die Dorfbewohner aus Bronwyns Gemeinschaft erstmals auf Halbrand und erkennen ihn als König an. Waldreg wiederum, der den echten Dolch bei sich trägt, begibt sich erneut zum Turm und benutzt das Artefakt. Als Konsequenz wird eine Flutwelle ausgelöst, die zum Ausbruch eines Vulkans führt. |           |                            |                      |                          |                                                |                      |                                                             |
| 7 | 7         | Das Auge                   | The Eye              | 7. Okt. 2022             | 7. Okt. 2022                                   | Charlotte Brändström | Jason Cahill                                                |
| Nach der Eruption des Vulkans sucht Galadriel inmitten der Verwüstung nach Überlebenden, trifft jedoch vorerst nur auf Theo, mit dem sie sich auf den Weg zum Lager der Númenorer macht. Míriel ist als Folge der erhobenen Aschewolke blind und auf Hilfe von Elendil angewiesen. In Khazad-dûm erbittet Elrond die Hilfe der Zwerge, doch König Durin III. weist sein Gesuch ab. Als der Halbelb die Heimreise antreten will, erkennt Prinz Durin IV. allerdings die heilende Funktion des Mithrils und gräbt erfolgreich nach weiteren Adern. Sein Vater jedoch lässt Elrond hinausführen und enthebt seinen Sohn des Titels. Bevor der Fremde durch das Wachsen mehrerer Apfelbäume das Vertrauen der Harfüße teilweise wiederherstellen kann, verschwindet er. Als drei mysteriöse Gestalten auf der Suche nach dem Fremden fast die gesamte Habe der Harfüße zerstören, entschließen letztere sich, ihm zu folgen und ihn zu finden. Im Lager der Númenorer verabschieden Galadriel, Arondir, Bronwyn und Theo Míriel, Elendil und einen Großteil ihres Heeres, die in ihre Heimat zurückkehren. Galadriel hilft dem schwerverletzten Halbrand, wobei sie beschließen, sich weiterhin für die Südlande einzusetzen und eine neue Siedlung zu gründen. Da Halbrand allerdings auf die heilende Magie der Elben angewiesen ist, entscheiden beide zunächst nach Lindon zu reisen, wo Galadriel zudem mit Gil-galad sprechen will. Zeitgleich ordnet Durin III. die Versiegelung der neuen Mithril-Mine an, wobei sich unwissentlich ein Balrog im Untergrund erhebt. Adar hingegen, der die Verwüstung ebenfalls überlebt hat, benennt die Südlande nun in Mordor um. |           |                            |                      |                          |                                                |                      |                                                             |
| 8 | 8         | Gebunden                   | Alloyed              | 14. Okt. 2022            | 14. Okt. 2022                                  | Wayne Yip            | Gennifer Hutchison & J. D Payne & Patrick McKay             |
| Im Grünwald kommt es zum Kampf zwischen den drei Gestalten und dem Fremden, als dieser sich zu deren Überraschung nicht als Sauron, sondern als ein Istar entpuppt, welcher die Drei in die Schatten verbannt. Nori entscheidet sich später, den Fremden nach Rhûn zu begleiten und verabschiedet sich von ihrer Familie sowie ihrer Gemeinschaft. Elendil und Míriel erreichen derweil Númenor, wo gerade um Tar-Palantir getrauert wird; vor seinem Tod hält er allerdings versehentlich Eärien für Míriel und gewährt ihr Zugang zum Palantír. Galadriel und Halbrand erreichen wiederum Eregion, wo zweiterer versorgt wird, während sie auf Elrond und Celebrimbor trifft. Letzterer möchte aus dem Mithril eine Krone schmieden und Gil-galad übergeben, doch dieser ordnet die Räumung Eregions sowie die Rückkehr nach Lindon an. Unterstützung in seinem Plan erhält Celebrimbor von Halbrand, der unerwartet schnell genesen ist und einen kleineren Gegenstand vorschlägt. Als das Verhalten des Südlings immer mehr Skepsis in ihr hervorruft, stellt Galadriel Nachforschungen bezüglich der Blutlinie an und ihren Weggefährten zur Rede. Dieser gibt nunmehr zu, der echte Sauron zu sein und versucht die Elbin erfolglos davon zu überzeugen, Mittelerde mit ihm zusammen zu retten; dabei redet er ihr auch in Gestalt ihres Bruders ins Gewissen. Nachdem Galadriel durch Elrond gefunden wird, stellen sie fest, dass Halbrand verschwunden ist; erstere schlägt Celebrimbor daraufhin vor, drei Ringe zu schmieden, um ein Gleichgewicht zu erhalten. Selbst skeptisch findet Elrond die Schriftrolle, die Galadriel zu ihren Nachforschungen benutzt hat, doch als er die Schmiede erreicht, sind die drei Ringe der Elben bereits geschmiedet. Währenddessen erreicht Sauron schließlich Mordor. |           |                            |                      |                          |                                                |                      |                                                             |

### Staffel 2
| Nr. (ges.) | Nr. (St.) | Deutscher Titel           | Originaltitel               | Erstveröffentlichung USA | Deutschsprachige Erstveröffentlichung (D/A/CH) | Regie                                | Drehbuch                                   |
| --- | --------- | ------------------------- | --------------------------- | ------------------------ | ---------------------------------------------- | ------------------------------------ | ------------------------------------------ |
| 9 | 1         | Elbenkönige hoch im Licht | Elven Kings Under the Sky   | 29. Aug. 2024            | 29. Aug. 2024                                  | Charlotte Brändström                 | Gennifer Hutchison                         |
| Ein Rückblick in die Zeit kurz nach Morgoths Niederlage zeigt Sauron, der sich in Forodwaith zum neuen dunklen Herrscher erklärt und seine Pläne erläutert; zum Unmut der Orks, da sie in großer Zahl sterben würden. Bei der anschließenden Krönung fällt jedoch sein Stellvertreter Adar ihm in den Rücken und ersticht ihn mit der Krone, ehe die Orks über ihn herfallen und sein Körper sich gewaltsam auflöst. Über Tiere im Berg, eine Reisende und eine Gruppe Südländer sammelt Sauron wieder Kraft und nimmt die Gestalt des Menschen Halbrand an, in der er später Galadriel trifft. In der Gegenwart versucht Galadriel, Elrond auf dem Weg nach Lindon die Ringe der Elben abzunehmen. In Lindon berichtet sie Gil-galad und dem sichtlich enttäuschten Elrond von Halbrands wahrer Identität als Sauron. Dennoch befindet Gil-galad, dass die Ringe ihre einzige Chance seien. Elrond weigert sich aber, die Ringe herauszugeben, und springt einen Wasserfall hinunter. Er sucht bei den Grauen Anfurten den Schiffbauer und ältesten Elben Círdan auf, der letztlich Elronds Ansicht respektiert und plant, die Ringe in einer Meeresspalte zu zerstören. Auch lässt Gil-galad einen Boten mit der Nachricht von Halbrands wahrer Identität an Celebrimbor entsenden. Halbrand liefert sich in Mordor den Orks aus und verhandelt mit Adar um die Freiheit der Südländer, im Gegenzug dafür, dass er Wissen um Saurons Aufenthaltsort habe, wird aber in Ketten gelegt. Später entscheidet sich Adar, ihn wieder freizulassen, lässt ihn jedoch beobachten. Nori und der Fremde sind weiterhin nach Rhûn unterwegs, wo unerwartet Magsi auftaucht, die ihnen nachgereist ist. In Lindon fallen derweil auch die letzten Blätter des Großen Baums und die Elben sehen ihrer Abreise entgegen. Wider Erwarten kehrt im selben Moment Círdan mit den Ringen zurück, wobei er, Gil-galad und Galadriel jeweils einen Ring annehmen, durch deren Kraft der Große Baum wieder prächtig erblüht. In Eregion wird Celebrimbor von der Ankunft eines Botschafters berichtet; es ist nicht der Elbenbote, sondern Halbrand. |           |                           |                             |                          |                                                |                                      |                                            |
| 10 | 2         | Wo die Sterne fremd sind  | Where the Stars are Strange | 29. Aug. 2024            | 29. Aug. 2024                                  | Charlotte Brändström & Louise Hooper | Jason Cahill                               |
| Khazad-dûm wird infolge von Erdbeben – verursacht durch den Vulkanausbruch in Mordor – vom Licht abgeschnitten. Durch den Verlust seines Titels und den daraus folgenden sozialen Abstieg hat Durin IV. mit neuen Sorgen zu kämpfen. Disa gelingt es weder ihren Mann noch seinen Vater zum Einlenken in ihrem Streit zu bewegen. Der Elbenbote hat Eregion nicht lebend erreicht. Sauron schafft es, nachdem er einige Tage in der Gestalt von Halbrand an den Toren von Eregion ausgeharrt hat, durch seine manipulative Rhetorik von Celebrimbor eingelassen zu werden. Als dieser erschrocken auf den Vorschlag reagiert, auch Ringe für Zwerge und Menschen zu fertigen, gibt Sauron vor, ein Gesandter der Valar mit dem Namen Annatar zu sein und nimmt eine elbenähnliche Gestalt an. So gewinnt er das Vertrauen Celebrimbors. Elrond sieht die Ringe weiterhin als große Gefahr. Círdan versucht, ihn davon zu überzeugen, dass sie in den Händen der Elben auch Gutes bewirken können. In Rhûn zeigt sich ein dunkler Zauberer enttäuscht, dass es den drei Gestalten nicht gelungen ist, den Fremden zu besiegen. Er beauftragt daraufhin eine Gruppe Reiter, die ihren Angriff stattdessen auf die Halblinge konzentrieren wollen. Als die Reiter und die drei Freunde an einem Brunnen aufeinandertreffen, entfesselt der Fremde mithilfe eines Stabs einen Sandsturm, durch den jedoch Nori und Magsi davongeweht werden. Da Lindon keine Antwort von Celebrimbor erreicht hat, gestattet Gil-galad Galadriel, mit einer Gefolgschaft nach Eregion zu reisen, deren Führung allerdings Elrond übernimmt. Durin IV. und Disa erhalten derweil eine Einladung von Celebrimbor nach Eregion. |           |                           |                             |                          |                                                |                                      |                                            |
| 11 | 3         | Der Adler und das Zepter  | The Eagle and the Sceptre   | 29. Aug. 2024            | 29. Aug. 2024                                  | Louise Hooper & Charlotte Brändström | Helen Shang                                |
| In Númenor wird der verstorbene König Tar-Palantir bestattet, wobei die Differenzen zwischen den Númenorern größer werden. Míriel wird weiterhin von Elendil unterstützt, aber wegen der vielen Toten in der Schlacht in Mittelerde und ihrer Blindheit von vielen infrage gestellt. Ihre Gegenspieler sind Pharazôn, Kemen und auch Eärien, die die Königin-Regentin für den vermeintlichen Tod Isildurs verantwortlich macht. Celebrimbor beschließt unter Saurons Einfluss, dem Hohen König nichts von den weiteren Ringen zu berichten, sondern schreibt diesem stattdessen, dass er die Schmiede stilllegen werde. Als Durin IV. und Disa von den Ringen für die Zwerge erfahren, bitten sie um Bedenkzeit; ersterer trägt die Idee darauf seinem Vater vor und entschuldigt sich für sein früheres Verhalten. In Mordor schließt sich der Hügeltroll Damrod der Armee Adars an. Das Pferd Berek befreit seinen Besitzer Isildur, der von einer Riesenspinne gefangen wurde. Isildur trifft auf die junge Frau Estrid, ohne zu wissen, dass sie Adars Zeichen trägt. Sie werden überfallen, aber von Arondir gerettet. Alle drei begeben sich in die Kolonie Pelargir und wohnen der Feuerbestattung Bronwyns bei, die ihren Wunden erlag. Theo will mit Arondir nichts mehr zu tun haben, hilft aber Isildur, im nahegelegenen Wald die Männer aufzuspüren, die Berek mitgenommen haben. Beim folgenden Kampf wird Theo von Unbekannten verschleppt. Als Eärien in Númenor kurz vor Míriels Krönung berichtet, dass die Regentin den Palantír nutzt, kommt es zu Unruhen. Unterbrochen werden diese durch die Ankunft eines Großen Adler Manwës, die von der Mehrheit der Anwesenden als Zeichen gedeutet wird, dass Pharazôn regieren sollte. In Eregion überreicht Durin III. persönlich Celebrimbor das benötigte Mithril. Es ist jedoch Sauron, der dieses in den Schmelztiegel gibt. |           |                           |                             |                          |                                                |                                      |                                            |
| 12 | 4         | Der Älteste               | Eldest                      | 5. Sep. 2024             | 5. Sep. 2024                                   | Louise Hooper & Sanaa Hamri          | Glenise Mullins                            |
| In Rhûn stößt der Fremde bei seiner Suche nach Nori und Magsi auf den mysteriösen Tom Bombadil, welcher ihn bei sich aufnimmt. Bombadil erzählt ihm, dass auch ein anderer Istari, der dunkle Zauberer, einst Rat bei ihm gesucht habe. Nun beherrsche er einen Großteil Rhûns und strebe nach noch mehr Macht. Es sei die Aufgabe des Fremden, zu verhindern, dass der dunkle Zauberer sich mit Sauron verbünde. Nori und Magsi finden eine Siedlung der Starren, einem anderen Stamm der Halblinge, werden aber von deren Führerin Gundabale Earthauler mit Skepsis betrachtet. Dies ändert sich, als sie herausfindet, dass Sadoc, der Anführer der Harfüße, von einem Starren abstammt, der einst loszog, um das Sûzat zu finden. Die Gruppe um Elrond und Galadriel muss auf dem Weg nach Eregion wegen einer zerstörten Brücke einen Umweg durch die Hügelgräberhöhen nehmen, wo sie von Grabunholden angegriffen werden. Arondir und Isildur finden heraus, dass Estrid zu den wilden Menschen gehört. Als sie in einem Moor von einem Riesenwurm angegriffen werden, rettet Estrid ihnen das Leben und gewinnt so ihr Vertrauen zurück. Theo wurde von Ents entführt, die wegen des zerstörerischen Verhaltens der Orks sehr wütend sind. Als Arondir der Entfrau Winterblüte das Versprechen gibt, den Wald in Ruhe zu lassen und künftig für seine Erhaltung zu sorgen, wird Theo freigelassen. Arondir beschließt, sich auf die Suche nach Adar zu machen. Die Elben kommen auf ihrem Weg nach Eregion Adars Armee auf die Spur und werden von Orks entdeckt. Um ihre Freunde und den Ring zu schützen, gibt Galadriel diesen an Elrond und kämpft alleine gegen die Orks, während sich die anderen auf den Weg zurück nach Lindon machen. Sie wird schließlich von Adar überwältigt. |           |                           |                             |                          |                                                |                                      |                                            |
| 13 | 5         | Hallen aus Stein          | Halls of Stone              | 12. Sep. 2024            | 12. Sep. 2024                                  | Louise Hooper & Sanaa Hamri          | Nicholas Adams                             |
| Geleitet von seinem neuen Ring lässt Durin III. in Khazad-dûm Löcher in Wände schlagen, wodurch die Zwerge wieder Zugänge zum Licht erhalten. Als Dank für die Ringe präsentiert der Zwerg Narvi Celebrimbor in Eregion das neue Westtor als Eingang für die Elben nach Khazad-dûm. Als Celebrimbor sich weigert, neun Ringe für die Menschen zu schmieden, kündigt Annatar an, es selbst zu tun. In Númenor lässt Pharazôn die Seewacht, die weiterhin Miriel anhängt, auflösen und ihre Mitglieder ihre Waffen abgeben. Zwischen Elendil und Eärien wird das Verhältnis dadurch schlechter. Durin III. will den anderen sechs Zwergenherrschern ihre Ringe nur geben, wenn ihm die Hälfte der mit ihrer Hilfe gefundenen Schätze abgetreten wird. Im Widerspruch zu seinen bisherigen Anordnungen lässt er tiefer im Berg nach Gold graben, obgleich Disa ein Ungeheuer in den Tiefen des Berges gehört hat. Beim Schmieden der weiteren Ringe gerät Celebrimbors Protegé Mirdania unabsichtlich kurzzeitig in die Unsichtbare Welt und berichtet, in der Schmiede ein schreckliches Wesen aus Feuer gesehen zu haben. Annatar behauptet, dies wäre die wahre Gestalt Celebrimbors gewesen. Kurz darauf trifft Durin IV. in Eregion ein und berichtet dem Elbenschmied von den Veränderungen seines Vaters, die, wie er glaubt, durch den Ring verschuldet sind, was Celebrimbor aber zurückweist. Während einer nächtlichen Zeremonie beim ältesten Schrein Númenors kommt es zu einem Konflikt, als Kemen diesen einreißen lassen will. Kemen tötet im folgenden Kampf Isildurs Freund Valandil und lässt Elendil als Anführer des Aufstands einsperren. Durin IV. warnt seinen Vater vor dem Einfluss der Ringe, dieser will ihn jedoch an seiner Seite und gibt ihm seinen Titel als Prinz zurück. Durin IV. verspricht seiner Frau, niemals einen der Ringe zu tragen. Annatar kann Celebrimbor davon überzeugen, dass seine Lüge gegenüber Gil-galad negativen Einfluss auf die Zwergenringe gehabt habe. Er bringt ihn dazu, zu versuchen, diesen Fehler mit dem Ringen für die Menschen wiedergutzumachen. Parallel steht Adars Armee kurz vor Eregion, wobei Adar Galadriel als Verbündete gegen Sauron gewinnen will. In Lindon eingetroffen, bittet Elrond Gil-galad, der ebenfalls von Visionen des Rings geplagt wird, um die Entsendung der Armee nach Eregion. Jener erwidert aber, dass sie nicht alleine sowohl Sauron als auch Adar bezwingen können. |           |                           |                             |                          |                                                |                                      |                                            |
| 14 | 6         | Wo ist er?                | Where is He?                | 19. Sep. 2024            | 19. Sep. 2024                                  | Sanaa Hamri                          | Justin Doble                               |
| Arondir tötet auf der Suche nach Adar mehrere desertierte Orks und findet in ihrem Besitz eine Karte mit Angaben zu Eregion. Dort zeigt sich Celebrimbor inzwischen erschöpft und verwirrt. Das Schmieden der Ringe der Menschen verzögert sich zudem, da aufgrund bisheriger Misserfolge das Mithril aufgebraucht ist. Annatar verspricht, sich darum zu kümmern, ernennt sich zum Stellvertreter Celebrimbors und lässt verlauten, dass dieser nicht gestört werden will. Als ein toter elbischer Soldat gefunden wird, auf dessen Oberkörper in Schwarzer Sprache „Wo ist er?“ geritzt wurde, lässt Annatar dies vertuschen. Zeitgleich erklärt Adar Galadriel, er wisse von Saurons Aufenthalt in Eregion und dessen Scheinidentität Halbrand sowie von den Ringen der Elben. Auch zeigt er ihr Morgoths Krone und bemerkt, dass diese mitsamt den Elbenringen Sauron endgültig vernichten könne. Galadriel nimmt Adars Angebot an und erklärt im Gegenzug, dass Elrond mit einer Armee unterwegs sei und ihren Ring Nenya mit sich führe. In Númenor erwartet Elendil die Todesstrafe, wenn er Ar-Pharazôn nicht die Treue schwört. Als Elendil sich weigert, schlägt Ar-Pharazôns Unterstützer Fürst Belzagar das Urteil durch die Valar vor, bei dem der Beschuldigte dem Seewurm zum Fraß vorgeworfen wird und sein Überleben seine Unschuld beweisen würde. Bei der Vollstreckung des Urteils erscheint Míriel, begibt sich an Elendils Stelle ins Meer und überlebt tatsächlich. Daraufhin wird sie von Elendil zur Königin ernannt. Ar-Pharazôn wagt daraufhin einen Blick in den Palantír und erblickt in einer Vision Sauron. In Khazad-dûm zeigt Durin III. durch den Ring ein immer bedenklicher werdendes Verhalten, wodurch Durin IV. und Disa sich allmählich gegen ihn stellen. Durin III. lehnt vorerst ab, Annatar mehr Mithril zu geben und kündigt gegenüber seinem Sohn an, wegen der durch den Krieg erhöhten Nachfrage den Preis dafür zukünftig selbst zu bestimmen. Im fernen Rhûn entscheiden sich Nori und Magsi für den Kampf. Der Fremde hat eine Vision vom Tod seiner Freunde und wird von Tom Bombadil vor die Wahl gestellt: Nori und Magsi zu retten oder seinen Stab zu finden und sich seinem Schicksal zu stellen. Adar präsentiert Galadriel derweil seine aufgestellte Armee vor Eregion; diese erkennt, dass Adar im Begriff ist, auf einen Köder Saurons hereinzufallen. Der Anführer der Orks zeigt sich jedoch siegessicher und überzeugt vom baldigen Untergang Eregions und Saurons und lässt Galadriel wieder einsperren. Als Celebrimbor, irritiert vom Lärm der Panik, die der bevorstehende Angriff der Orks in der Stadt verursacht, seine Werkstatt verlässt, lässt Annatar ihn die Illusion eines friedlichen und paradiesischen Eregion erleben. Während dieser übergibt Annatar Celebrimbor eine Phiole mit Mithrilpulver und Feanors Hammer, womit Celebrimbor die Ringe der Menschen schmieden soll. Kurz nachdem Celebrimbor ins Gebäude zurückgekehrt ist, eröffnet Adars Armee mit Katapulten das Feuer. |           |                           |                             |                          |                                                |                                      |                                            |
| 15 | 7         | Ewig dem Tode verfallen   | Doomed to Die               | 26. Sep. 2024            | 26. Sep. 2024                                  | Charlotte Brändström                 | J. D. Payne & Patrick McKay & Justin Doble |
| Während die Orks mit ihren Belagerungsmaschinen Eregion unter Beschuss nehmen, erklärt Annatar Mirdania und den anderen Elben, dass Celebrimbor nicht mehr bei Verstand sei und er nun selbst die Verteidigung übernimmt. Wenig später stauen die Orks das Wasser des Glanduin mit Felsen und greifen über das ausgetrocknete Flussbett die Stadt an. Kurz vor der Fertigstellung der neun Menschenringe durchschaut Celebrimbor Annatars Täuschung, der sich daraufhin als Sauron zu erkennen gibt. Das angebliche Mithril-Erz von Narvi entpuppt sich dabei als Saurons eigenes Blut. Die anderen Elben schenken Celebrimbor keinen Glauben. Sauron bewirkt, dass Mirdania – scheinbar durch einen Stoß Celebrimbors – von der Stadtmauer fällt und von einem Ork getötet wird, woraufhin Celebrimbor in der Schmiede angekettet wird. Elrond kann Durin IV. überzeugen, ein Zwergen-Heer zur Verteidigung Eregions zu versammeln. Doch als Durin III. in seiner Gier andere Zwerge angreift, um in der Mine weitergraben zu können, muss sein Sohn diesen Plan fallen lassen. Kurze Zeit später trifft das Elbenheer unter Führung von Elrond und Gil-galad vor Eregion ein. Adar verlangt die Herausgabe von Nenya im Tausch für Galadriels Leben. Elrond weigert sich und verabschiedet sich mit einem Kuss von Galadriel, gibt ihr aber insgeheim die Brosche seines Umhangs, womit sie sich im Verlauf der Schlacht befreien kann. Bei der Flucht aus Adars Lager wird Galadriel von Arondir gerettet und überzeugt ihn, an der Seite der Elben zu kämpfen. Celebrimbor stellt die neun Menschenringe fertig, versucht dann jedoch erfolglos, diese zu vernichten. Um sich seiner Fesseln entledigen zu können, trennt er sich einen Daumen ab. Galadriel ist unterdessen durch einen Zwergengang in die Stadt geschlichen und kann die Wachen überzeugen, dass Celebrimbor die Wahrheit spricht. Dieser gibt Galadriel die neun Menschenringe und fordert sie auf, die Stadt zu verlassen. Er konfrontiert gemeinsam mit den Wachen Sauron in der Schmiede, der diese jedoch mühelos überwältigt. Derweil leisten die Elben unter Elronds Führung erbitterten Widerstand gegen die Orks, die mit Hilfe des Trolls Damrod und einem Belagerungsgerät versuchen, die Stadtmauer zu zerstören. Die Elben töten den Troll. Aber da die Zwerge nicht eintreffen, sind die Elben deutlich in der Unterzahl und verlieren die Schlacht. Adar verwundet Arondir und nimmt Elrond Nenya ab. Die Orks durchbrechen schließlich die Mauer und fallen in Eregion ein. |           |                           |                             |                          |                                                |                                      |                                            |
| 16 | 8         | Schatten und Flammen      | Shadow and Flame            | 3. Okt. 2024             | 3. Okt. 2024                                   | Charlotte Brändström                 | J. D. Payne & Patrick McKay                |
| In Khazad-dûm folgt Durin IV. seinem Vater in die Tiefe, bis sie sich dem erwachten Balrog gegenübersehen. Im Angesicht der Gefahr findet Durin III. wieder zu Sinnen, streift seinen Ring ab, legt ihn in eine Felsspalte und opfert sich, indem er sich der Bestie entgegenstürzt. Durch das Opfer des Königs wird der Balrog wieder in der Tiefe eingesperrt. In Numenor werden die Getreuen verbannt, sodass Elendil, der vorher von Míriel das Schwert Narsil erhält, den Ort verlässt. Miriel wird in Fesseln vor Ar-Pharazon geführt, der sie im Bunde mit Sauron glaubt. In Pelargir trifft unerwartet Kemen ein, der die Kolonie, die von nun an Holzabgaben leisten soll, zu einer Festung der Númenorer erklärt. Mit dem Schiff der Delegation kehrt Isildur in seine Heimat zurück. In Rhûn kommt es derweil zum Treffen der beiden Istari, bei dem der Dunkle Zauberer die Siedlung der Starren verwüstet und den Fremden bittet, ihn aufzusuchen, wenn er sich besonnen habe. Die Starren müssen daraufhin ihre Heimat verlassen und werden für ihre Wanderung von Magsi und Nori begleitet. Nach dem Abschied von letzterer findet der Fremde seinen Stab. In der Schmiede Eregions quält und tötet Sauron Celebrimbor, während die Orks die Stadt verwüsten. Die Zwerge kommen, ohne Durin, wider Erwarten in der Zwischenzeit an und helfen überlebende Elben zu retten, Eregion ist trotzdem verloren. Galadriel lässt sich zu Adar führen, der ihr ihren Ring zurückgibt. Kurz darauf wird er von den Orks hintergangen und getötet wie einst Sauron. Dieser erscheint, übernimmt die Kommandogewalt über die Orks, kämpft gegen Galadriel und verletzt sie mit Morgoths Krone, scheitert jedoch erneut, sie zu überzeugen. Obwohl er die Neun an sich bringen kann, entzieht sich Galadriel ihm, indem sie sich in die Tiefe stürzt. Elrond und Gil-galad gelingt es kurz darauf, sie durch Gil-galads Ring sowie Nenya wieder zu heilen. Später betrauern die Zwerge ihren gefallenen König, wobei Narvi gegenüber Durin IV. anmerkt, auch dessen Bruder erhebe Anspruch auf den nun freien Thron. Der Fremde spricht ein weiteres Mal mit Tom Bombadil und erwähnt erstmals seinen Namen: Gandalf. Im Bruchtal, wohin sich die überlebenden Elben zurückgezogen haben, kommt Galadriel in Anwesenheit Gil-galads, Elronds und Arondirs wieder zu sich. Die Elben richten sich zudem auf den anrückenden Krieg mit Sauron ein, der in der Zwischenzeit Feanors Hammer an sich nimmt. |           |                           |                             |                          |                                                |                                      |                                            |

## Rezeption

### Zuschauerzahlen
Nach Angaben von Prime Video schauten mehr als 25 Millionen Menschen weltweit am ersten Veröffentlichungstag die Serie, was ein Rekord-Debüt für eine Serie bei Prime Video sei. Nach Angaben des amerikanischen Marktforschungsunternehmens Samba TV war die erste Folge von Die Ringe der Macht in den USA die viert-erfolgreichste Streaming-Premiere des Jahres 2022 hinter House of the Dragon, Stranger Things (Staffel 4) und Obi-Wan Kenobi: 1,8 Millionen US-amerikanische Haushalte sahen die erste Folge innerhalb von vier Tagen nach ihrer Veröffentlichung.
Die Geschäftsführerin der Amazon Studios Jennifer Salke gab in einem Interview mit Variety bekannt, dass innerhalb des ersten Monats fast 100 Millionen Amazon-Kunden die Serie gesehen haben.
Laut The Hollywood Reporter brachen mehr als die Hälfte der Zuschauer die Serie vorzeitig ab; 37 % der amerikanischen Zuschauer beendeten Staffel eins.

### Bewertungen und Kritiken
In Filmdatenbanken fiel nach den ersten beiden Folgen eine Diskrepanz zwischen den Bewertungen von akkreditierten Kritikern und denen von Zuschauern auf. Auf Rotten Tomatoes erhielt die Serie von Kritikern 84 % Zustimmung, basierend auf 391 Kritiken. Unter den Nutzern erhielt die Serie jedoch nur eine Wertung von 38 %. Bei Metacritic erhielt die Serie einen Metascore von 71 von 100 möglichen Punkten, basierend auf 40 Kritiken. Bei den Nutzern schnitt die Serie allerdings auch hier mit 2,9 von 10 Punkten eher schlecht ab. Amazon selbst reagierte auf die schlechten Zuschauerbewertungen mit einer Sperrung der Reviewfunktion auf Amazon für 72 Stunden, um Review Bombing und Trolling vorzugreifen. Die Nutzer der ebenfalls zum Amazon-Konzern gehörenden Internet Movie Database bewerteten die Serie nach den ersten sechs Folgen mit durchschnittlich 6,9/10 Sternen.
Die englischsprachigen Kritiken fielen nach Veröffentlichung der ersten beiden Episoden größtenteils positiv aus. Die Bildsprache der Serie wurde mitunter als „wunderschön“ und „atemberaubend“ bezeichnet. Von einigen Kritikern wurde ein zu niedriges Erzähltempo kritisiert.
Nick Schager von The Daily Beast bezeichnete die Serie als „prachtvoll“ und „verzaubernd“ und hob unter anderem die blumigen Dialoge positiv hervor. Auch die computergenerierten Effekte seien erstklassig.
Daniel Bessner bezeichnete die Figuren Durin und Elrond in The New Republic als „nervig“. Die Serie sei geschrieben für eine kriegshungrige Nation, Galadriel sei in ihrem fanatischen Kampf gegen das unsichtbare Böse vergleichbar mit der Ideologie der US-amerikanischen Außenpolitik und da die Serie auf Galadriels Seite sei, legitimiere sie diese.
Ferdinand Meyen vom Bayerischen Rundfunk kritisiert, dass die Serie zwar auf Diversität setze (z. B. schwarze Schauspieler), dies allerdings nur vordergründig progressiv sei und die Klassen- und Systemfrage nicht gestellt werde. In den Originalfilmen Der Herr der Ringe sei es noch darum gegangen, „sich trotz kultureller Unterschiede zu verbünden gegen eine Bedrohung, die alle betrifft“ und zu zeigen, „dass selbst der Kleinste den Verlauf des Schicksals zu verändern vermag“. Anders als nun die Serie hätten die Originalfilme die Machtverhältnisse weit mehr in Frage gestellt. Die Serie sei letztlich konservativ und „weit entfernt vom politischen Zündstoff [des Originals]“.

### Auszeichnungen
Primetime-Emmy-Verleihung 2023
- Nominierung für die Besten Fantasy- oder Science-Fiction-Kostüme (Kate Hawley, Folge Schatten der Vergangenheit)
- Nominierung für das Beste Titeldesign (Katrina Crawford, Mark Bashore, Anthony Vitagliano & Fernando Domínguez Cózar)
- Nominierung für das Beste Prothesen-Make-up (Jason Docherty, Dan Perry, Mark Knight & Simon Rose, Folge Adar)
- Nominierung für die Beste Titelmusik (Howard Shore)
- Nominierung für den Besten Tonschnitt in einer Comedy- oder Dramaserie (Robert Stambler, Damian Del Borrello, Ailene Roberts, u. a., Folge Udûn)
- Nominierung für die Besten visuellen Effekte (Ron Ames, Nigel Sumner, Dean Clarke, Ken McGaugh, Greg Butler & Joe Henderson)[84]